# Clevelandská dohoda

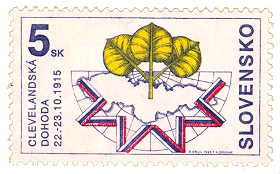
Clevelandská dohoda na slovenské poštovní známce

Clevelandská dohoda byl první společný písemný dokument podepsaný představiteli Čechů a Slováků na počátku první světové války. Jeho účelem, jako i dalších takových prohlášení, bylo také prokázat Spojencům společný boj za sebeurčení těchto dvou národů válčícího Rakouska-Uherska. V květnu 1918 ji nahradila Pittsburská dohoda.
Zástupci Slováků byli ochotni zúčastnit se práce na založení společného samostatného česko-slovenského státu jen pod tou podmínkou, že se bude jednat o federaci.
Po několikaměsíčních vyjednáváních dohodu podepsali 22. října 1915 v Clevelandu zástupci Slovenské ligy Ivan Daxner a Albert Pavol Mamatej a Českého národního sdružení Ludvík Fisher a Josef Tvrzický-Kramer. Dohoda se týkala podmínek spolupráce mezi Čechy a Slováky a vyhlásila společný program s pěti body:

Clevelandská dohoda
1. Samostatnosť Českých zemí a Slovenska.
2. Spojenie Českého a Slovenského národa vo federatívnom zväzku štátov s úplnou národnou autonómiou Slovenska, s vlastným snemom, s vlastnou štátnou správou, úplnou kultúrnou slobodou, teda i s úplným užíváním jazyka slovenského, vlastnou správou finančnou a politickou, so štátnym jazykom slovenským.
3. Volebné právo: všeobecné, tajne a priame.
4. Formy vlády: personálna únia s demokratickým zriadením štátu, podobne ako v Anglicku.
5. Tieto body tvoria základ obapolnej dohody a môžu byť doplnené, poťažne rozšírené len na základe dorozumenia sa oboch stránok.

České národné združenie podržuje si právo prípadnej zmeny a to samé právo má aj Slovenská liga.
Cleveland, Ohio, dňa 22. októbra 1915

V dalších ustanoveních dohody se obě strany mj. zavázaly vytvořit finanční fond a společný výbor na jednání s Jihoslovany.